# Åbenrå kommun
Åbenrå kommun (danska: Aabenraa Kommune eller Åbenrå Kommune) är en kommun i Region Syddanmark i sydvästra Danmark. Kommunens centralort är staden Åbenrå.
Före kommunreformen 2007 tillhörde Åbenrå kommun dåvarande Sønderjyllands amt. Kommunen hade då en yta på 128,68 kvadratkilometer och ett invånarantal på 22 041 personer (2004). I samband med kommunreformen gick de fyra kommunerna Bov, Lundtoft, Rødekro och Tinglev upp i Åbenrå kommun. 

## Socknar
| 1. Øster Løgums socken 2. Hellevads socken 3. Egvads socken 4. Rise socken 5. Løjts socken 6. Ravsteds socken 7. Hjordkærs socken 8. Åbenrå socken 9. Bylderups socken 10. Bjolderups socken 11. Uge socken 12. Ensteds socken 13. Felsteds socken 14. Varnæs socken 15. Burkals socken 16. Tinglevs socken 17. Kliplevs socken 18. Holbøls socken 19. Bovs socken |